# Арнейски исторически и етнографски музей
Арнейският исторически и етнографски музей (на гръцки: Ιστορικό και Λαογραφικό μουσείο Αρναίας) е общински музей в град Арнеа (Леригово), Гърция. Музеят е основан през лятото на 1999 година. Целта му е да изложи на показ артефакти от народната култура на Леригово.

## Сграда
Музеят е разположен в двуетажна къща от XVIII – началото на XIX век в центъра на селото, принадлежала на Констанитин Кацангелос. Сградата, наричана Докторската къща (Ιατρού, Γιατράδικο), е една от най-красивите в градчето и най-старата на Халкидики. Построена е на голям наклон и най-вероятно е дело на епирски майстори. Представлява строга масивна сграда на два етажа. Приземният етаж под формата на буквата П и има две помещения. Едното е без прозорци и очевидно използвано за обор. Второто, вдясно от входа с отделен вход, която е свързана с вътрешно стълбище към втория етаж. В северозападната си част има формата на кула с малки отвори в пода и малки арки, построени на нивото на пода. Вторият етаж се състои от две стаи с чардак (покрита тераса), който върви по главната фасада и е обграден с дървен парапет. Чардакът е центърът на къщата и служи за приемна и лятна всекидневна. Дървените елементи са сложно резбовани, което говори за богатството на семейството.
Докторската къща е отличен пример за местната традиционна архитектура и в 1982 година е обявена от министерството на културата за защитена сграда.

## Експозиция
Фолклорната колекция е събрана от Арнейската културна и образователна асоциация.
На приземния етаж в една стая са разположени експонати от архитектурното наслество на Леригово, а във втора – традиционни народни инструменти. Освен това на приземния етаж са изложени селскостопански сачива – за сеитба, жътва, вършитба, оборудване за правене на хляб – мелнични камъни, нощви и т.н., пчеларски уреди, дърводелски инструменти. На полуетажа има уреди за правене и сревиране на кафе, а на първия етаж е тъкаческото оборудване – стан, хурка, чекрък, дараци, както и уреди за всекидневна употреба – кухненски, съдове за вода, казани, корита, мангал.
Изложен е и двигател на 200 година с два бронзови съда и бутало.
- Кухненски съдове
- Стан
- Дърводелско оборудване
- Хлебарско оборудване
- 200-годишен двигател